# Kazimierz Bartel
Pour les articles homonymes, voir Bartel.
Kazimierz Bartel (prononcé en polonais : /kaˈʑimjɛʂ ˈbartɛl/), né le 3 mars 1882 à Lemberg et mort assassiné par la Gestapo lors de l'exécution des professeurs de Lwów le 26 juillet 1941, est un mathématicien, recteur de l'École polytechnique de Lwów et homme d'État polonais.
Député à la Diète polonaise, il est cinq fois président du Conseil des ministres de 1926 à 1930.

## Biographie
Fils de Michał et Amalia née Hadaczek, Kazimierz Bartel naît le 3 mars 1882 à Lwów, alors en Galicie, une région autonome de l'Autriche-Hongrie. Son père est cheminot. Kazimierz sera diplômé de l’École polytechnique de Lwów, puis assistant en géométrie descriptive et professeur en 1914.
Enrôlé dans l'armée austro-hongroise lors de la Première Guerre mondiale, il sert dans les troupes de chemin de fer en raison de sa formation technique. À la fin du conflit, il retourne à Lwów où, en novembre 1918, il combat cette fois dans les rangs de l'armée polonaise par attachement au nouvel État polonais. Il dirige le bataillon chargé de maintenir une liaison ferroviaire entre la ville et Przemyśl, par laquelle la ville encerclée par les troupes ukrainiennes s'approvisionne. À la fin de la guerre polono-ukrainienne, en octobre 1919, Bartel quitte enfin le service militaire pour retourner à son université qui reprend l'enseignement .
Cependant, il ne reste pas longtemps dans sa ville. En décembre 1919, Bartel est nommé ministre des chemins de fer dans le gouvernement de Leopold Skulski. Il exerce cette fonction également dans les cabinets qui lui succèdent : ceux de Wincenty Witos puis de Władysław Grabski.
Alors que la guerre soviéto-polonaise de 1920-1921 fait rage, le poste de ministre des Transports est de nouveau au cœur de la logistique nationale. Au vu des progrès de l'Armée rouge, le 6 août 1920, Bartel obtient de nouveaux pouvoirs en tant que président de la Commission centrale d'évacuation. Il se voit confier le travail titanesque de planification de l'évacuation des personnes et des biens des zones menacées. Il est aussi responsable de l'opération de transfert rapide de dizaines de milliers de soldats des territoires de l'Ukraine occidentale actuelle vers la région de Lublin, qui contribue à la victoire à la bataille de Varsovie, décisive pour le sort de la guerre.
La guerre contre les bolcheviks épuise le jeune État polonais financièrement. La joie du succès est rapidement oubliée quand la faim et la pauvreté frappent les cheminots. Lorsque le Conseil des ministres rejette les demandes du syndicat des cheminots, Kazimierz Bartel quitte le gouvernement.
Une fois élu sur la liste du Parti paysan polonais-Libération aux élections de 1922, Bartel se sépare de ce mouvement et fonde son propre parti, l'Union du Travail, qui soutient l'action de Józef Piłsudski. Il est réélu en 1928.

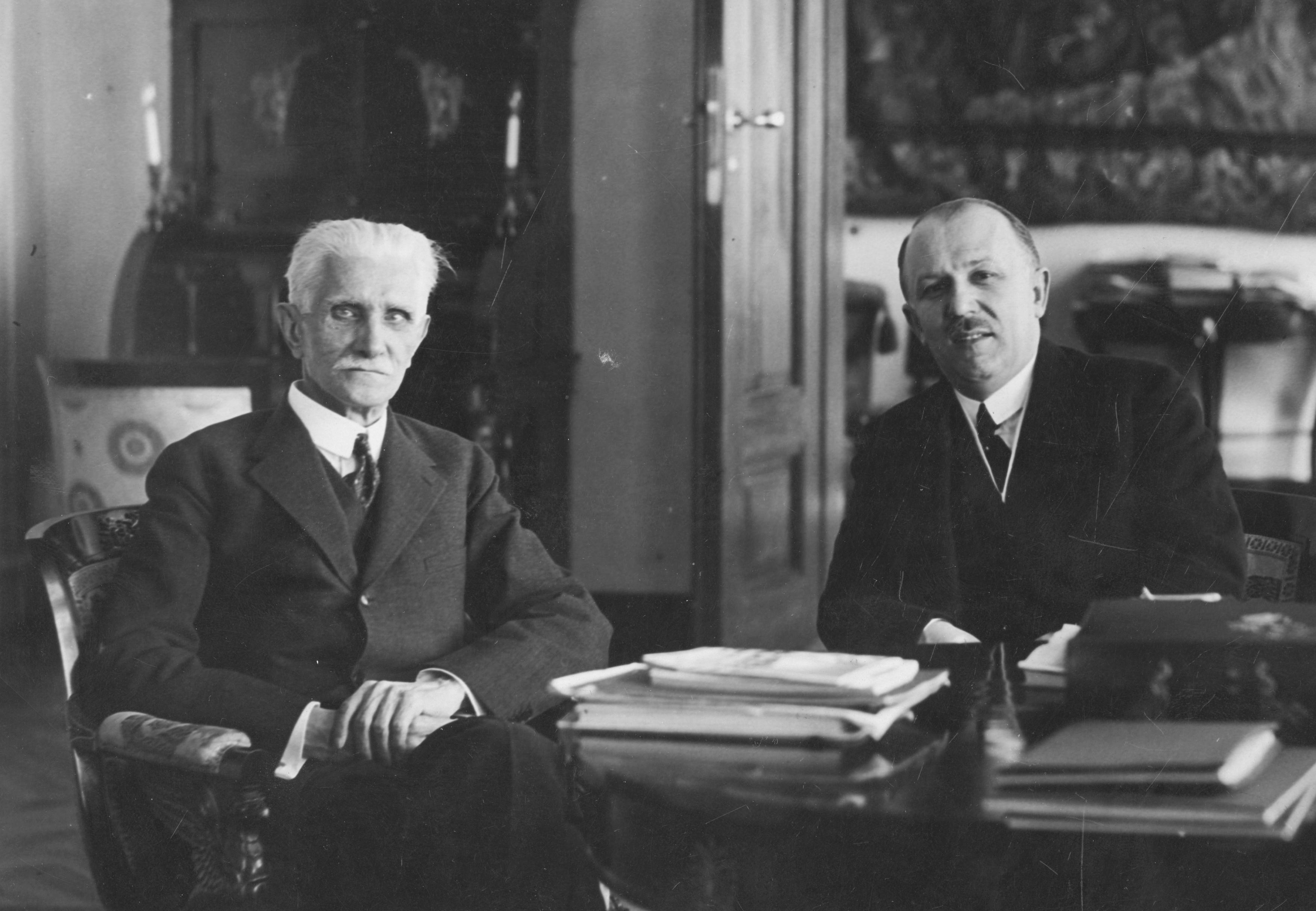
Le président de la Diète polonaise Ignacy Daszyński et le Premier ministre Kazimierz Bartel, 1929.

Après le coup d'État de mai 1926 du maréchal Piłsudski, Bartel est nommé Premier ministre. Il occupera ensuite ce poste cinq fois jusqu'en mars 1930, la date à laquelle son dernier gouvernement s'effondre.
Il retourne alors à l'enseignement. Il devient recteur de l'École polytechnique de Lwów, reçoit un doctorat honoris causa et est élu président de la Société mathématique de Pologne. Il publie à cette époque ses œuvres mathématiques les plus importantes. En 1932, il est décoré de l'ordre de l'Aigle blanc, la plus haute distinction civile polonaise.
Dans les années 1930, Kazimierz Bartel se fait connaître comme un opposant farouche à l'introduction dans les universités polonaises des bancs ghetto. Il réagit violemment aux incidents antisémites dans sa ville natale et est confronté à la violence des étudiants nationalistes, qui lui jettent des œufs et s'amusent à pourchasser, dans les couloirs universitaires, un cochon portant l'inscription « Bartel ».
En mai 1938, Bartel revient à la politique, nommé par le président à la place du sénateur défunt, Emil Bobrowski.

### Seconde Guerre mondiale
Au moment du déclenchement de la Seconde Guerre mondiale en septembre 1939, Kazimierz Bartel se trouve à Lwów. Après l'invasion de la Pologne par l'Union soviétique et l'occupation de cette ville par l'Armée rouge, il est autorisé à continuer à enseigner à l'École polytechnique.
Le 30 juin 1941, peu après l'invasion de l'Union soviétique par l'Allemagne, la ville de Lwów est envahie par les Allemands. Deux jours plus tard, Bartel est arrêté dans le cadre de l'Opération extraordinaire de pacification (AB-Aktion), un plan d'élimination systématique de la classe dirigeante polonaise. Emprisonné par la Gestapo, Bartel subit des interrogatoires musclés, menés par les hommes du SS-Brigadeführer Eberhard Schöngarth. Il est exécuté le 26 juillet 1941 sur ordre de Heinrich Himmler, peu après le massacre de ses collègues.
À l'automne 1943, pour effacer les traces de leurs crimes, les Allemands font exhumer les corps des professeurs assassinés, qui sont ensuite brûlés. Lors de cette exhumation, les personnes qui empilent les corps sortent des documents de leurs vêtements. C'est alors que l'identité du professeur Bartel est confirmée.

## Publications
- Sur les courbes engendrées par les systèmes de points et les faisceaux en involution de quatrième ordre et d'espèce nulle, 1913.
- Géométrie des projections de jauge et certaines de ses applications, 1914.
- Revue de la vie économique de la Pologne de la mi-mai à septembre 1926, préface de Kazimierz Bartel, 1926.
- Gouvernement travailliste, 1926.
- Discours parlementaires, 1928.
- Les carences du parlementarisme, 1928.
- Résumé d'un discours prononcé à Cracovie lors de la réunion citoyenne du bloc indépendant de coopération avec le gouvernement, 1928.
- Graphiques décrivant le développement de la vie économique en Pologne dans les années 1924-1928, 1928.
- Deux réalités polonaises, entretien avec le Premier ministre, Kazimierz Bartel, 1928.
- Quelques remarques sur la pratique parlementaire en Pologne, 1929.
- Entretiens du Premier ministre Kazimierz Bartel et du ministre Gabriel Czechowicz avec des industriels et des agriculteurs sur des questions fiscales, 1929.
- Exposé du premier ministre Kazimierz Bartel prononcé à la séance du Sénat, 1930.
- Projections listées, par Kazimierz Bartel, édité en allemand par Wolfgang Hack, 1933.
- Perspective picturale : principes, historique, vue d'ensemble, esthétique, 1934.
- Le point de vue du peintre, 1955.
- Géométrie descriptive, 1958.